# Émeutes du pain
Les « émeutes du pain » (arabe : أحداث الخبز) sont des protestations de rue qui interviennent entre le 27 décembre 1983 et le 6 janvier 1984 en Tunisie.

## Événements

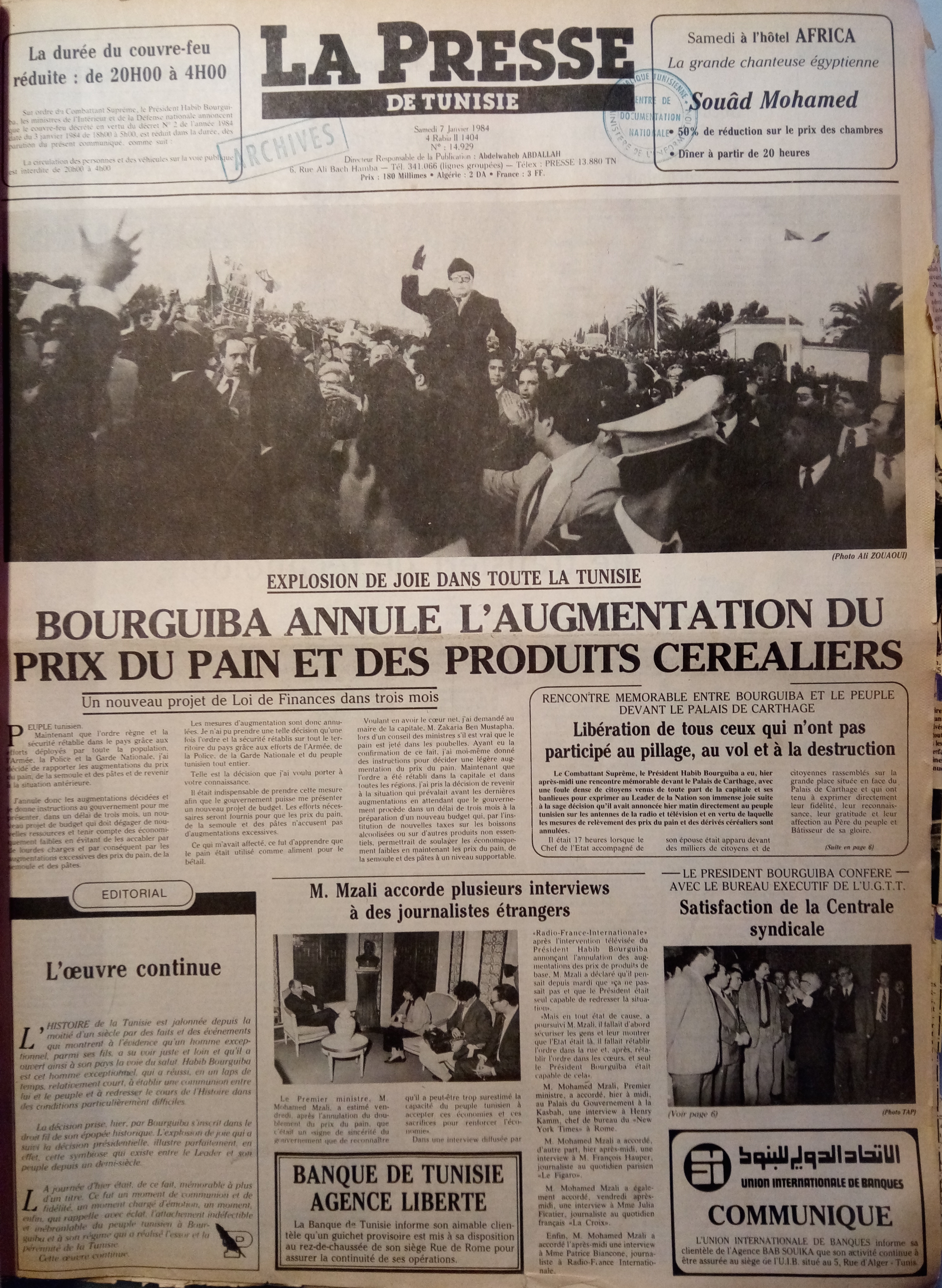
Une de La Presse de Tunisie du 7 janvier 1984.

À la fin de décembre 1983, à la suite d'une demande du Fonds monétaire international de stabiliser l’économie nationale, le gouvernement annonce l’augmentation des prix du pain et des produits céréaliers comme la semoule. Les premières réactions fusent du sud : Douz, Kébili, El Hamma, Gabès puis Kasserine se révoltent. Tunis et sa banlieue s’embrasent le 3 janvier et les émeutes se poursuivent pendant trois jours malgré la proclamation de l’état d'urgence et le couvre-feu décrétés dès le 1er janvier. Le 6 janvier, le président Habib Bourguiba convoque la télévision et indique : « Toutes les augmentations sont annulées. Que Dieu bénisse le peuple tunisien ».
Officiellement, les incidents font 70 morts. Jeune Afrique du 18 janvier avance, d’après son décompte effectué dans les hôpitaux, le chiffre de 143 morts et d’un millier d’arrestations. Paul Balta écrit dans Le Monde du 10 janvier : « Les habitants des ceintures rouges de Tunis et des grandes villes, souvent au-dessous du seuil de la pauvreté, qui rejoignent dans leur révolte les populations déshéritées du bled, ont manifesté leur colère plus violemment et en plus grand nombre que le 26 janvier 1978 ».

## Commentaires
Mohamed Charfi estime le 27 janvier : « C’est une crise de société [...] Les transformations sociales n’ont pas été accompagnées de transformations politiques [...] d’où la rupture entre les transformations sociales permanentes et le gel politique qui est à l’origine des problèmes de la crise du régime ».
Mohsen Toumi déclare pour sa part : « Ceux que les communiqués officiels appellent des chômeurs, des oisifs, des éléments hostiles, c’est-à-dire les victimes du mal développement [...] se trouvent en rupture organique avec tout ce qui compose l’establishment, pouvoir et opposition légale confondus ».